# Telephone
Telephone – piosenka amerykańskiej wokalistki Lady Gagi, pochodząca z jej minialbumu The Fame Monster (2009), nagrana z udziałem Beyoncé Knowles. Gaga napisała utwór z myślą o Britney Spears, jednak plany nie powiodły się i wokalistka zdecydowała, że samodzielnie nagra „Telephone”. Główną inspiracją w tworzeniu piosenki był lęk Lady Gagi przed asfiksją. Tekst mówi o tym, że artystka woli bawić się na parkiecie niż odpowiadać na telefony kochanka. Gaga wyznała później, że telefon symbolizować miał w rzeczywistości osobę w jej głowie, która wciąż przekonuje ją do cięższej pracy.
„Telephone” został doceniony przez krytyków, którzy wyróżniali go na tle innych utworów z The Fame Monster. Akustyczna wersja piosenki, połączona z „Dance in the Dark”, została wykonana przez wokalistkę na gali Brit Awards 2010 w hołdzie złożonym Alexandrowi McQueenowi. Poza tym „Telephone” był częścią setlisty europejskiego etapu trasy koncertowej The Monster Ball Tour.
Lady Gaga wyjaśniła, że wideoklip „Telephone” jest kontynuacją teledysku „Paparazzi” i stanowi krótki film. Za pośrednictwem widea wokalistka złożyła hołd Quentinowi Tarantino i jego filmom Kill Bill (2003) oraz Pulp Fiction (1994).

## Tło
Gaga napisała „Telephone” dla Britney Spears, jednak jej wytwórnia odrzuciła demo utworu. Dlatego artystka zdecydowała, że nagra piosenkę w duecie z Beyoncé Knowles (z którą wcześniej stworzyła rhytmandbluesowy utwór „Video Phone”) i wyda ją na płycie The Fame Monster. Piosenkarka przyznała później: „Napisałam go (utwór „Telephone” – przyp.) dla niej dawno temu, a ona po prostu nie wykorzystała go na swoim albumie. To dobrze, bo uwielbiam tę piosenkę i teraz mogę ją sama nagrać.” Dodatkowo, początkowo to właśnie Spears miała gościnnie pojawić się w kompozycji „Telephone”, ale z nieznanych powodów Gaga zastąpiła ją Knowles. Główną inspiracją w tworzeniu piosenki był lęk Lady Gagi przed asfiksją, wywodzący się często z przeświadczenia, że ma ona zbyt mało czasu, aby oderwać się od pracy i poświęcić czas na zabawę.

„Lęk przed uduszeniem – coś, co silnie odczuwam, i czego się boję; nigdy nie pozwala mi zająć się sobą. (...) To, że uwielbiam moją pracę sprawia, iż jest mi bardzo ciężko wyjść i dobrze się bawić. (...) Nie chodzę do nocnych klubów. (...) Nie widzicie zdjęć, na których pijana upadam przed klubami. Nie wychodzę i dlatego zazwyczaj, jeśli mi się to uda, (...) wystarczy whiskey i muszę wracać do pracy.”

## Przyjęcie
Piosenka zyskała dobre oceny krytyków muzycznych. Michael Hubbard z MusicOMH napisał, że była „prawdopodobnie najlepszą kompozycją na The Fame Monster” oraz skomplementował „wspaniały most i zakończenie, gdzie dzwoniący słyszy pocztę głosową”. Popjustice także pozytywnie zrecenzował utwór: „To trochę jak 'What You Waiting For?' Gwen Stefani połączony z 'The Way I Are' Timbalanda i pięćdziesięcioma innymi rzeczami... Struktura jest dość ekscytująca. (...) Jest coś burzliwie wspaniałego we wkładzie Beyoncé, co sprawia, że wszystko wydaje się w porządku i jakby przez cały czas podążało za planem.” Evan Sawdey z PopMatters stwierdził, że „Szeroko komentowana kolaboracja z Beyoncé, ‘Telephone’, (...) udowadnia, że jest jednym z najbardziej wypełnionych adrenaliną utworów, jakie Gaga do tej pory stworzyła. (...) Podekscytowanie, które dzielą obie diwy łatwo przeradza się w niekwestionowaną atrakcję The Fame Monster.”
Bill Lamb z witryny About.com wyróżnił „Telephone” jako jedną z najlepszych piosenek na albumie. W innej recenzji porównał utwór do ery „Just Dance” i skomentował: „Dziwna ścieżka z wielu powodów. Pod względem tekstu, to następca ‘Just Dance’. Gaga mówi w nim o tym, że nie chce używać swojego telefonu w klubie. Mając taki utwór, kiedy wydaje się, że czasy ‘Just Dance’ są tak odległe, a Gaga jest zupełnie inna, wydaje się on ['Telephone'] nieco niezdarny i nieudolny. Zwłaszcza że był to planowany singel... Jest zabawny i jednorazowy, ale na The Fame Monster są lepsze piosenki, które nadają się na single.”
Mikael Woods z Los Angeles Times uznał, że „Telephone” to „ostrożna, rozważna medytacja o tym, jak męcząca jest sytuacja, kiedy facet wciąż do ciebie dzwoni, podczas gdy ty bawisz się w klubie.” Nicki Escuerdo z Phoenix New Times wyróżnił „Telephone” na tle innych utworów z albumu.
Sarah Hajhbagheri z The Times negatywnie oceniła „Telephone”, uznając, że wokal Beyoncé połączony z odgłosami dzwonków telefonicznych wprowadza do piosenki chaos.

## Sukces komercyjny
W listopadzie 2009 roku, ze względu na popularność singla w formie digital download, zajął on miejsca list przebojów w Irlandii, Australii i Wielkiej Brytanii, debiutując na kolejno: 26., 29. i 30. pozycji. 12 grudnia „Telephone” zadebiutował na 30. miejscu Billboard Hot 100. Po kilku tygodniach spadków, singel dotarł do 3. pozycji notowania i stał się szóstym z kolei utworem Gagi, który uplasował się w pierwszej dziesiątce Hot 100. 7 lutego 2010 roku „Telephone” zajął 1. miejsce Hot Dance Club Songs. 15 marca Billboard ogłosił, że singel awansował na szczyt Pop 100, stając się tym samym szóstym z kolei numerem jeden Gagi na tej liście; jest ona jedynym artystą w historii, który tego dokonał. Był to również szósty singel na szczycie Pop 100 w twórczości Knowles. Obie wokalistki zrównały się jednocześnie z Mariah Carey pod względem liczby utworów numer jeden z tym zestawieniu od 1992 roku.
W Australii singel dotarł do 3. miejsca ARIA Singles Chart, a także pokrył się platyną za sprzedaż powyżej 70.000 kopii. W Nowej Zelandii piosenka zadebiutowała na 31. miejscu, po czym, 5 kwietnia, awansowała na 3. pozycję i uzyskała złoty status za sprzedaż 7.500 kopii. W Kanadzie „Telephone” również uplasował się na 3. miejscu Canadian Hot 100.
W Wielkiej Brytanii, po kilku tygodniach na liście, 15 marca singel uplasował się na 12. miejscu UK Singles Chart, natomiast siedem dni później awansował na szczyt, stając się czwartym utworem numer jeden Gagi oraz siódmym Knowles w tym kraju.

## Wideoklip
Wideoklip został nakręcony 28 stycznia 2010 roku przez Jonasa Åkerlunda. Magazyn New York napisał, że koncepcja teledysku zakłada, iż Beyoncé uwolni z więzienia Gagę. Opublikowane zdjęcia z planu przedstawiały wokalistki kręcące sceny w samochodzie zwanym Pussy Wagon, którym charakter grany przez Umę Thurman poruszał się w filmie Kill Bill. Inne ujęcia obejmują m.in. sceny w barze oraz gościnny występ Tyrese’a Gibsona. Gaga i Knowles mają na sobie stroje projektu Franka Fernándeza i Oscara Olima. Lady Gaga wyjaśniła E! Online znaczenie teledysku:

„W ‘Paparazzi’ wystąpiła naprawdę niesamowita jakość, która była swego rodzaju jakością czystego popu, ale jednocześnie stanowiła komentarz na temat sławy. (...) Chciałam zrobić to samo z tym wideoklipem. (...) W ‘Telephone’ występuje jakość inspirowana Quentinem Tarantino. (...) Jego reżyserski wkład wynikał z tego, że pożyczył mi Pussy Wagon. Jedliśmy kiedyś lunch w Los Angeles i opowiedziałam mu o moich koncepcjach dotyczących teledysku. Spodobały mu się tak bardzo, że powiedział 'Musisz wykorzystać Pussy Wagon.'”

5 lutego, w wywiadzie z Ryanem Seacrestem z KIIS-FM, Gaga skomentowała wideoklip, mówiąc „To, co mi się w nim podoba to prawdziwe popowe wydarzenie. Kiedy byłam młodsza zawsze byłam podekscytowana, kiedy działo się gigantyczne wydarzenie w muzyce i chciałam, żeby taki był ten teledysk.” Zespół Semi Precious Weapons potwierdził w MTV, że pojawi się gościnnie w klipie.

### Fabuła
Wideoklip trwa w sumie ponad 9 minut. Rozpoczyna się sytuacją, w której zakończył się teledysk do „Paparazzi”; Gaga została aresztowana za zabicie swojego chłopaka poprzez podanie mu trucizny. Zostaje zabrana do kobiecego więzienia, gdzie dwie strażniczki odprowadzają ją do celi. Następnie zdejmują z niej sukienkę, co wywołuje śmiech wśród pozostałych więźniarek. Jedna ze strażniczek komentuje „Mówiłam ci, że ona nie ma penisa”, co stanowiło odniesienie do plotek o rzekomym obojnactwie Gagi. Przez trzy minuty ukazane jest życie wokalistki w więzieniu, w tym ćwiczenia na placu; podczas tej sceny w tle słychać utwór „Paper Gangsta” z albumu The Fame. W kolejnym ujęciu gościnnie wystąpiła siostra Gagi, Natali Germanotta. Następnie artystka odbiera telefon i dopiero w tym momencie zaczyna się piosenka.
Gaga opuszcza więzienie, a na zewnątrz, w Pussy Wagonie, czeka na nią Beyoncé określana jako Honey Bee. Nazwa ta inspirowana była postacią Honey Bunny z filmu Pulp Fiction Tarantino. Po krótkiej rozmowie wyruszają w drogę, po czym zatrzymują się w przydrożnej restauracji. Wewnątrz Beyoncé siedzi przy stole z Gibsonem, jednak zmęczona jego głupotą, truje go. Wideo ukazuje kolejno scenę zwaną „Let’s Make a Sandwich”. Gaga znajduje się w kuchni, a na głowie ma imitację telefonu, podczas gdy tancerze wokół niej przygotowują składniki. Ostatecznie, po sekwencji tanecznej, wokalistka zjada zrobioną przez siebie kanapkę. W międzyczasie miesza ona truciznę ze wszystkimi przygotowanymi daniami, w konsekwencji czego wszyscy klienci baru umierają, w tym bohaterowie grani przez Semi Precious Weapons oraz dog niemiecki, charakterystyczny dla teledysków Gagi. Wokalistki wykonują wśród martwych ludzi kolejną sekwencję taneczną, ubrane w stroje pokryte wzorem flagi amerykańskiej. Następnie opuszczają bar i jadą Pussy Wagonem autostradą, podczas gdy dziennikarz (zagrany przez Jaia Rodrigueza) mówi o masowym morderstwie. Ostatnie zdjęcia ukazują Gagę i Beyoncé przemierzające pustynię, podczas gdy w tle słychać syreny policyjne. Teledysk kończy się napisem „To Be Continued...”.

### Wydanie i przyjęcie
15 lutego 2010 roku Gaga zamieściła na swojej stronie internetowej trzy zdjęcia z planu, przedstawiające trzy sceny: w kuchni, w barze oraz czarno-białą fotografię, na której wokalistka ma na sobie nakrycie głowy zrobione z trójkątów i telefonu. Premiera wideoklipu miała początkowo nastąpić w lutym, jednak została przesunięta na marzec. 9 marca opublikowano kolejne zdjęcia z planu, a dwa dni później, 11 marca, w programie E! News oraz na stronie Vevo.com wyemitowana została po raz pierwszy pełna wersja teledysku.
James Montogomery z MTV skomentował: „Z ‘Telephone’, Gaga wkroczyła do najrzadszej stratosfery popu, dołączając do Madonny i Michaela Jacksona.” Matt Donnelly z Los Angeles Times napisał, że „Wideoklip do ‘Telephone’ jest ucztą wizualną, pełną fantastycznej mody, bójek dziewczyn, zatrutego jedzenia, armii nakryć głów oraz masy dobroci Gagi.” Amy Odell napisała w magazynie New York: „To wideoklip Gagi, ale Beyoncé stanowi jego najlepszą część: pokazuje swoją złą, szaloną stronę, która ukryta jest pod zbyt perfekcyjną fasadą.” Tanner Stransky z Entertainment Weekly napisał: „Czy ['Telephone'] jest tak dobry jak epicki 'Bad Romance'? Niestety, nie wydaje mi się. Ale i tak jest lepszy od całej reszty.”
Sandy Rios, prezydent Culture Campaign, skrytykował wideoklip w wywiadzie z Megyn Kelly dla Fox News, nazywając teledysk „obrzydliwą... trucizną dla umysłów naszych dzieci.”

## Wykonania na żywo

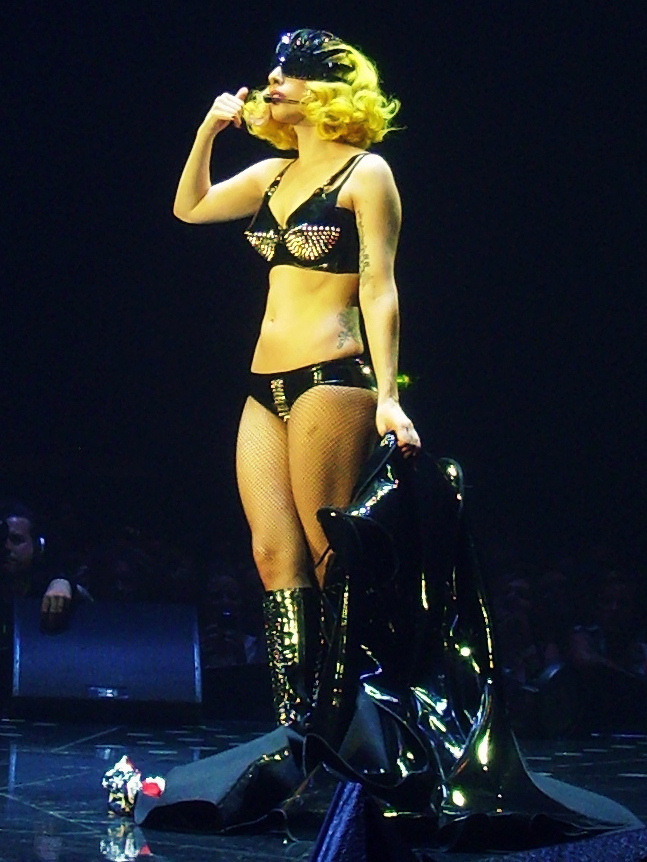
Gaga wykonująca „Telephone” podczas europejskiego etapu trasy The Monster Ball Tour.

Gaga zaśpiewała „Telephone” na gali BRIT Awards 16 lutego 2010 roku. Występ ten inspirowany był nagłą śmiercią jej przyjaciela, projektanta mody Alexandra McQueena. Z tegoż powodu, niemal w ostatniej chwili, zmieniony został konspekt jej występu, który początkowo zakładał zagranie innych utworów. Ostatecznie wokalistka zdecydowała, że zaśpiewa „Telephone” i „Dance in the Dark” w wersjach akustycznych. Przed rozpoczęciem gali zamieściła na Twitterze wiadomość: „Dzisiejszy występ inspirowany jest naszym przyjacielem. Maska projektu Phillipa Treacy’ego, rzeźba autorstwa Nicka Knighta, muzyka Lady Gagi. Tęsknimy za tobą.” Swój występ Gaga rozpoczęła również słowami: „To dla Alexandra McQueena.”
Gaga dodała „Telephone” do setlisty europejskiego etapu trasy The Monster Ball Tour. Utwór wykonywany podczas drugiej części koncertów zatytułowanej „Subway”, a wokalistka miała wtedy na sobie czarny strój i grała na keytarze. „Telephone”, podobnie jak „Brown Eyes” z The Fame, wykorzystany został w brytyjskim programie Friday Night with Jonathan Ross 3 marca 2010 roku.

## Formaty i listy utworów
| International Digital Download 1. „Telephone” – 3:40 Brytyjskie CD 1. „Telephone” – 3:40 2. „Telephone” (Alphabeat Radio Edit) – 4:51 Brytyjski singel w iTunes 1. „Telephone” – 3:40 2. „Telephone” (Music Video) – 9:27 Brytyjski/francuski digital download - „Telephone” (remiks Alphabeat) – 6:41 - „Telephone” (remiks wokalny Crookers) – 4:49 - „Telephone” (remiks wokalny DJ-a Dana) – 5:59 (wyłącznie w Wielkiej Brytanii) - „Telephone” (remiks Electrolightz) – 4:26 - „Telephone” (remiks Kaskade’a) – 5:24 - „Telephone” (remiks Minga) – 4:31 - „Telephone” (remiks Passion Pit) – 5:12 - „Telephone” (remiks radiowy Toma Neville’a) – 4:17 Brytyjska płyta gramofonowa 1. „Telephone” – 3:40 2. „Telephone” (remiks Passion Pit) – 5:13 | Amerykański/niemiecki minialbum z remiksami 1. „Telephone” (remiks Alphabeat) – 6:41 2. „Telephone” (remiks wokalny Crookers) – 4:50 3. „Telephone” (rozszerzony remiks wokalny DJ-a Dana) – 5:59 4. „Telephone” (remiks wokalny DJ-a Dana) – 3:28 (wyłącznie na wydaniu cyfrowym) 5. „Telephone” (remiks Dr. Rosena) – 6:25 6. „Telephone” (remiks Electrolightz) – 4:26 7. „Telephone” (remiks Kaskade) – 5:24 8. „Telephone” (remiks Minga) – 4:31 9. „Telephone” (remiks Passion Pit) – 5:13 10. „Telephone” (remiks Toma Neville’a) – 7:14 Amerykański/francuski/belgijski minialbum cyfrowy z remiksami 1. „Telephone” (remiks Alphabeat) – 4:49 2. „Telephone” (remiks Crookers) – 5:08 3. „Telephone” (remiks DJ-a Dana) – 6:22 4. „Telephone” (remiks Kaskade) – 4:40 5. „Telephone” (remiks radiowy Kaskade) – 3:43 6. „Telephone” (remiks Minga) – 4:03 7. „Telephone” (remiks radiowy Minga) – 3:12 8. „Telephone” (remiks Toma Neville’a) – 4:18 9. „Bad Romance” (remiks DJ-a Paulo) – 9:41 Wersje Extended 1. „Telephone” (Alphabeat Extended Remix) – 6:44 2. „Telephone” (Kaskade Extended Remix) – 5:30 3. „Telephone” (DJ Dan Extended Vocal Remix) – 6:01 4. „Telephone” (Chew Fu Extended Fix) – 5:17 |

## Pozycje na listach
| Lista (2009–2010)                       | Najwyższa pozycja |
| --------------------------------------- | ----------------- |
| Australian Singles Chart                | 3                 |
| Belgian Singles Chart (Flandria)        | 1                 |
| Belgian Singles Chart (Walonia)         | 1                 |
| Canadian Hot 100                        | 3                 |
| Chartsurfer                             | 3                 |
| Danish Singles Chart                    | 1                 |
| Dutch Top 40                            | 7                 |
| European Hot 100 Singles                | 1                 |
| Finnish Singles Chart                   | 7                 |
| French Digital Singles Chart            | 4                 |
| Hungarian Singles Chart                 | 3                 |
| Irish Singles Chart                     | 1                 |
| Italian Singles Chart                   | 2                 |
| Japan Hot 100                           | 34                |
| New Zealand Singles Chart               | 3                 |
| Net Charts                              | 8                 |
| Norwegian Singles Chart                 | 1                 |
| Slovakian Singles Chart                 | 6                 |
| Polska – Oficjalny polski airplay       | 2                 |
| Polska – Oficjalne notowanie teledysków | 1                 |
| Spanish Singles Chart                   | 17                |
| Swedish Singles Chart                   | 3                 |
| Swiss Singles Chart                     | 4                 |
| UK Singles Chart                        | 1                 |
| U.S. Billboard Hot 100                  | 3                 |
| U.S. Billboard Hot Dance Club Songs     | 1                 |
| U.S. Billboard Pop Songs                | 1                 |

| Kraj          | Certyfikat        |
| ------------- | ----------------- |
| Australia     | Platyna (70.000+) |
| Nowa Zelandia | Złoto (7.500+)    |

## Daty wydania
| Region            | Data            | Format                                   |
| ----------------- | --------------- | ---------------------------------------- |
| Francja           | 15 lutego 2010  | digital download                         |
| Stany Zjednoczone | 2 marca 2010    | digital download (minialbum z remiksami) |
| Wielka Brytania   | 2 marca 2010    | digital download (minialbum z remiksami) |
| Kanada            | 2 marca 2010    | digital download (minialbum z remiksami) |
| Francja           | 2 marca 2010    | digital download (minialbum z remiksami) |
| Dania             | 2 marca 2010    | digital download (minialbum z remiksami) |
| Szwecja           | 2 marca 2010    | digital download (minialbum z remiksami) |
| Szwajcaria        | 2 marca 2010    | digital download (minialbum z remiksami) |
| Belgia            | 2 marca 2010    | digital download (minialbum z remiksami) |
| Irlandia          | 2 marca 2010    | digital download (minialbum z remiksami) |
| Holandia          | 2 marca 2010    | digital download (minialbum z remiksami) |
| Wielka Brytania   | 15 marca 2010   | CD, płyta gramofonowa, digital download  |
| Niemcy            | 30 marca 2010   | CD (minialbum z remiksami)               |
| Stany Zjednoczone | 30 marca 2010   | CD (minialbum z remiksami)               |
| Niemcy            | 2 kwietnia 2010 | CD                                       |
| Francja           | 6 kwietnia 2010 | CD                                       |